# Impacto en la aviación de la pandemia de COVID-19

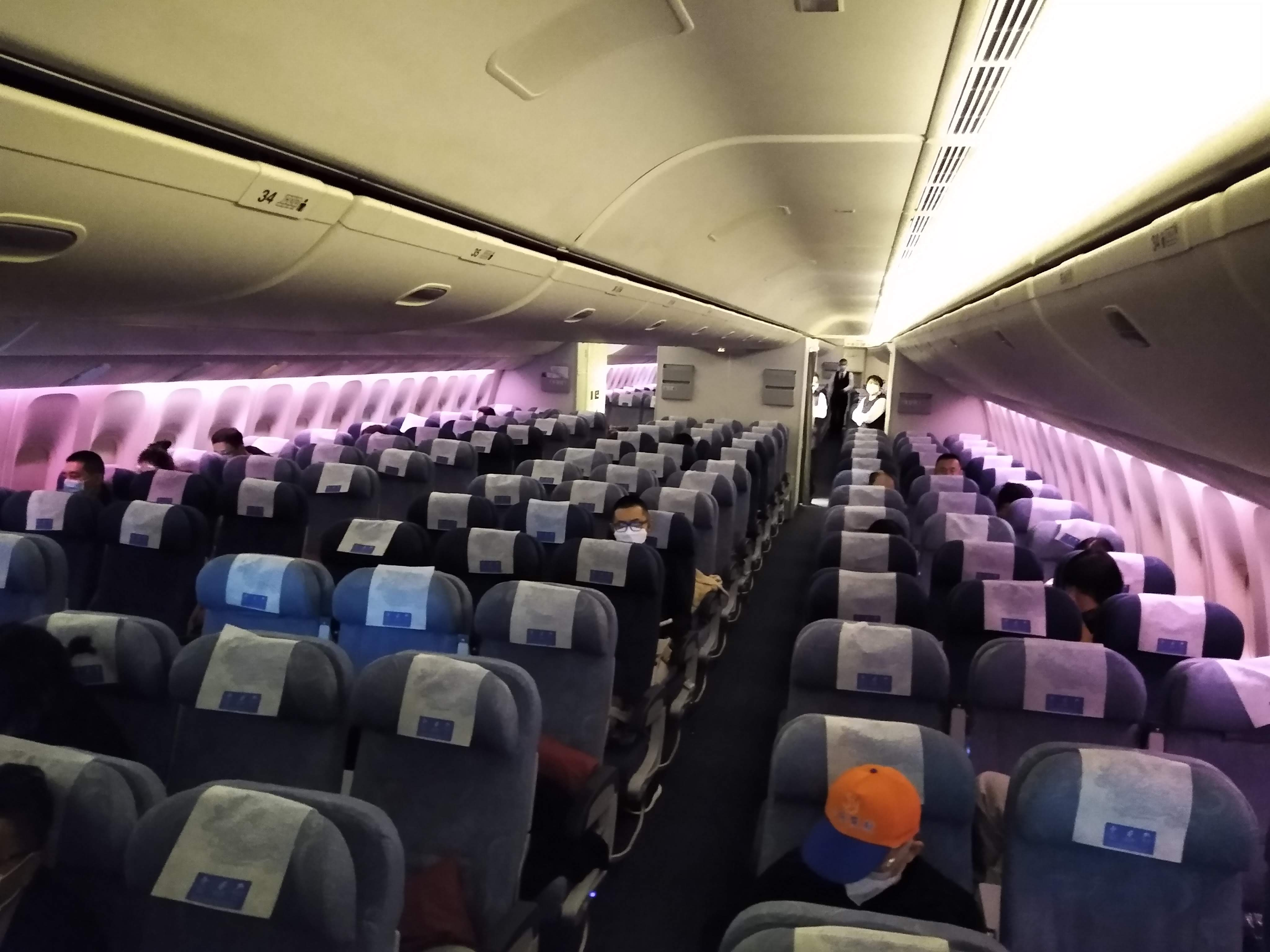
Vuelo casi vacío de Pekín a Los Ángeles, 15 de marzo de 2020.

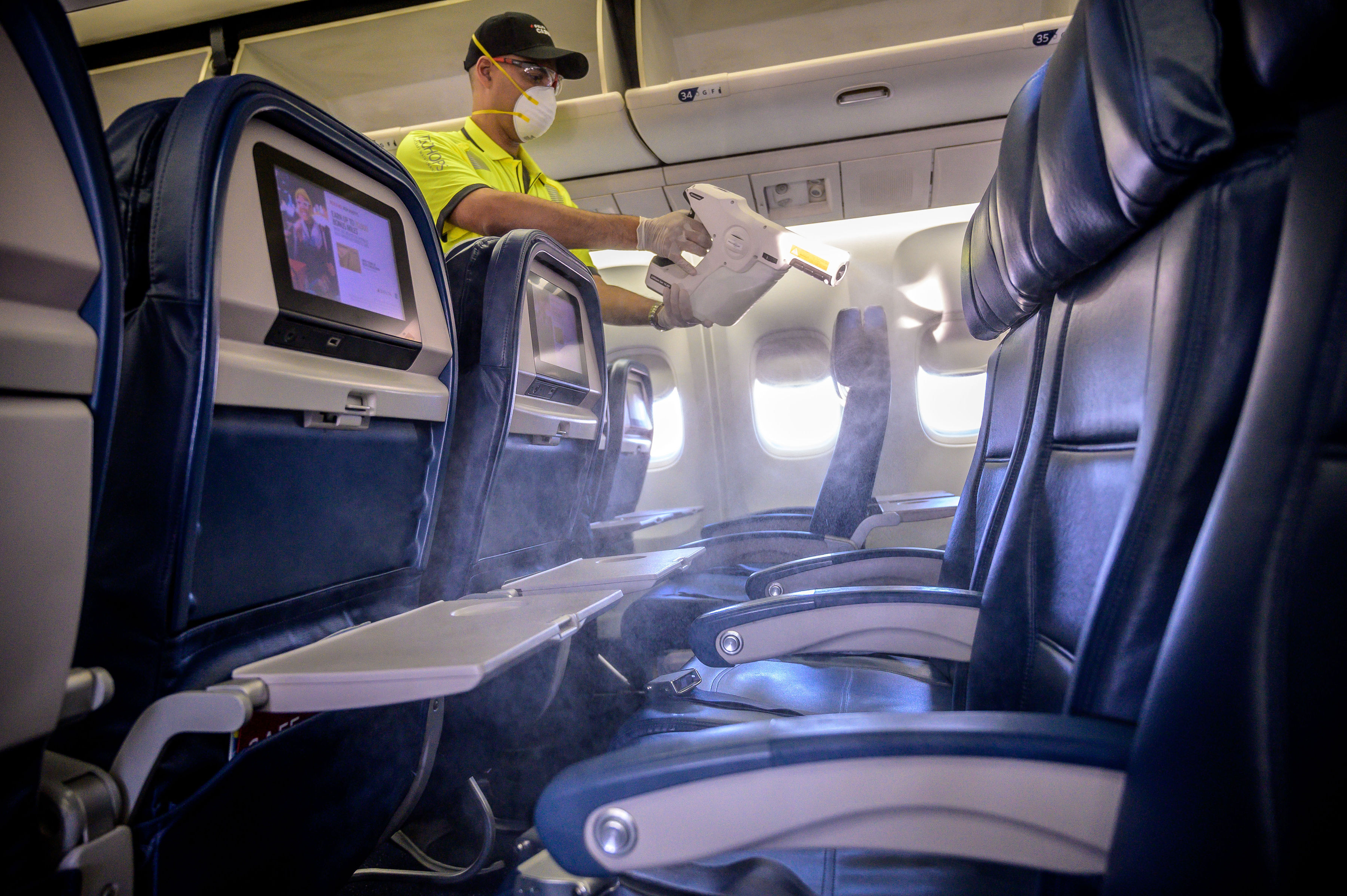
Desinfección de un avión, 6 de marzo de 2020.

La pandemia de COVID-19 ha tenido un impacto significativo en la industria de la aviación debido a las restricciones de viaje resultantes así como por la reducción de la demanda de vuelos. Lo anterior ha ocasionado que los aviones vuelen vacíos entre aeropuertos, se hayan cancelado vuelos, se hayan cerrado aeropuertos y que la gran mayoría de aviones se encuentren en tierra. Las aerolíneas han jugado un papel directo en la forma en que la enfermedad COVID-19 se propagado alrededor del mundo.
De acuerdo al cuarto informe de la Asociación Internacional de Transporte Aéreo del 14 de abril de 2020, se estima una reducción de ingresos del 55% a nivel global para el 2020 por venta de pasajes. Los fabricantes de aviones y los operadores de aeropuertos también han despedido empleados. Según algunos comentaristas, la crisis resultante es la peor jamás encontrada en la historia de la aviación.

## Cancelaciones de vuelos

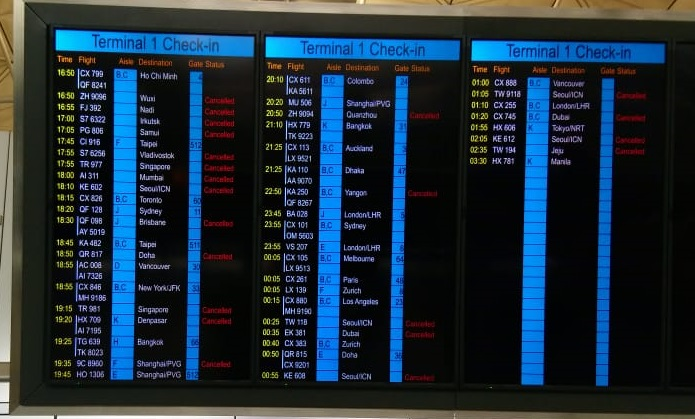
Muchos vuelos desde Hong Kong se cancelaron en marzo de 2020 debido a la pandemia.

Las regulaciones gubernamentales en Europa y los Estados Unidos ordenan que las aerolíneas reembolsen las tarifas cuando se cancelan los vuelos, pero en muchos casos, las aerolíneas han ofrecido vales o créditos de viaje que deben usarse antes de fin de año (algunas aerolíneas han extendido la ventana de cupones hasta mayo de 2022). A pesar de las súplicas de los cabilderos de la industria para expandir las regulaciones para permitir créditos de viaje, el Departamento de Transporte de los Estados Unidos ha reiterado que las aerolíneas están obligadas a proporcionar reembolsos por vuelos cancelados. Los vales de viaje están permitidos actualmente cuando los pasajeros cancelan sus planes de viaje debido a advertencias de viaje, órdenes de permanencia en casa y otras restricciones.
A principios de marzo de 2020 se cancelaron el 10 % de todos los vuelos en comparación con 2019. A medida que avanzaba la pandemia, a finales de marzo se registraron entre un 40 % y un 60 % menos de movimientos de vuelos, siendo los vuelos internacionales los más afectados. En abril de 2020, más del 80 % de los movimientos de vuelos estaban restringidos en todas las regiones. La investigación muestra que se estima que la recuperación mundial de la demanda de pasajeros a los niveles anteriores a COVID-19 tomará 2.4 años (recuperación a fines de 2022), siendo la estimación más optimista 2 años (recuperación a mediados de 2022), y la estimación más pesimista 6 años (recuperación en 2026). Se detectan grandes diferencias regionales: Asia-Pacífico tiene el tiempo de recuperación promedio estimado más corto de 2,2 años, seguida por América del Norte en 2,5 años y Europa en 2,7 años. Para los vuelos de carga, se prevé un tiempo medio de recuperación mundial más corto de 2,2 años si se compara con la demanda de pasajeros. A nivel regional, Europa y América del Norte son comparables con tiempos de recuperación promedio de 2,2 años, mientras que se prevé que Asia-Pacífico se recupere más rápido en 2,1 años.

## Carga aérea

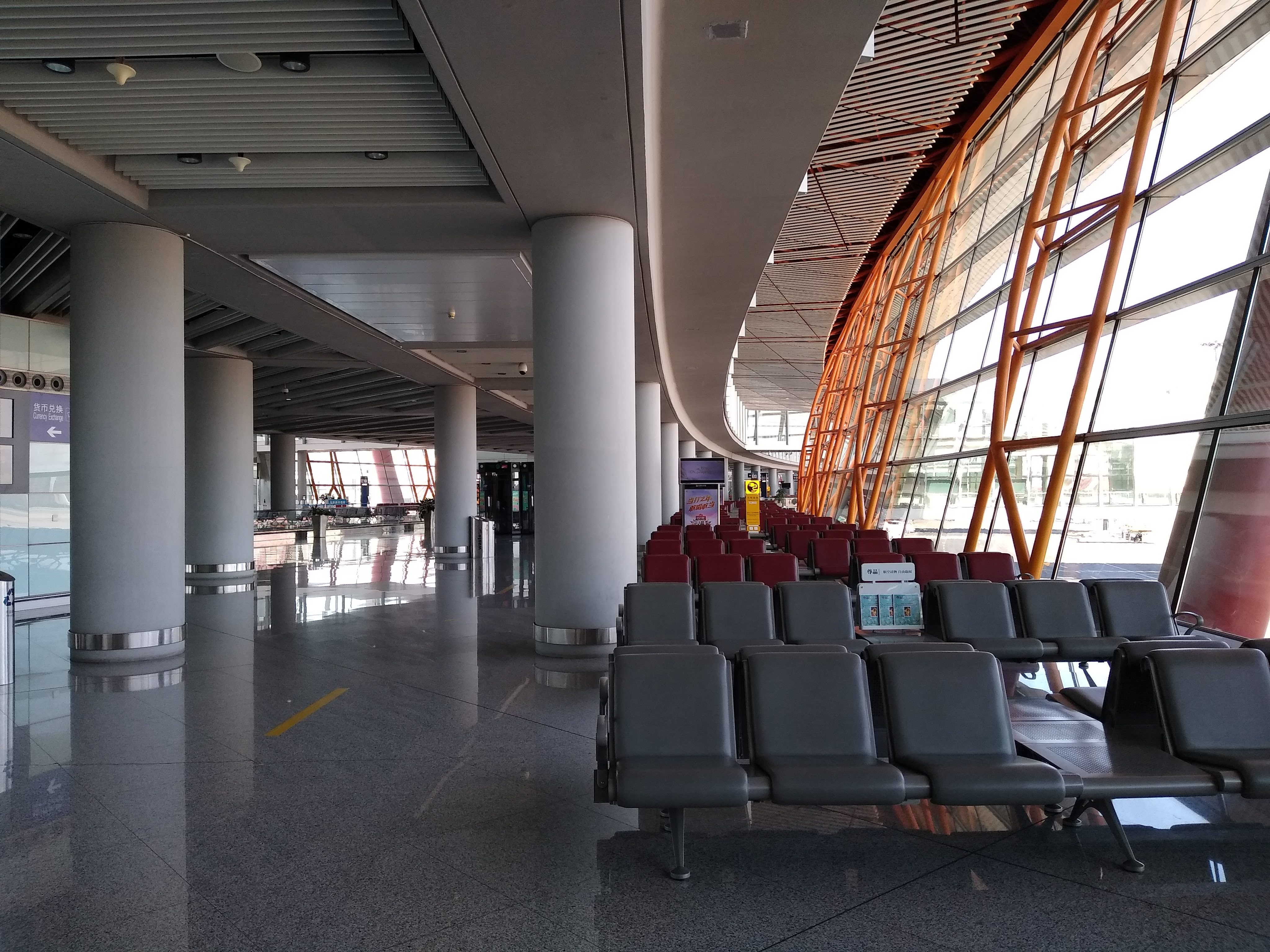
El Aeropuerto Internacional de Pekín-Capital vacío.

A medida que se cancelaron los vuelos de pasajeros, el costo de enviar carga por aire cambió rápidamente. El costo de enviar carga a través del océano Pacífico se triplicó a fines de marzo de 2020.
La capacidad de carga ajustada cayó un 4,4% en febrero de 2020, mientras que la demanda de carga aérea también cayó un 9,1%, pero la casi parada en el tráfico de pasajeros redujo la capacidad aún más, ya que la mitad de la carga aérea mundial se transporta en el vientre de los aviones de pasajeros. Como consecuencia, las tarifas del flete aéreo aumentaron, de $ 0,80 por kg para cargas transatlánticas a $ 2,50 a $ 4 por kg, lo que atrajo a las aerolíneas de pasajeros a operar vuelos solo de carga, mientras que las aerolíneas de carga volvieron a poner en servicio aviones almacenados que consumen combustible, ayudados por la caída de los precios del petróleo. Se instó a las líneas aéreas de pasajeros a convertir aviones.
A fines de marzo de 2020, la capacidad de carga se redujo en un 35% en comparación con el año anterior: la capacidad de América del Norte a Asia Pacífico cayó un 17% (19% en la dirección opuesta) Asia-Pacífico a Europa disminuyó en un 30% (reverso: -32%), intraasiático se redujo un 35%. A la zaga de las reducciones de capacidad, la demanda se redujo un 23% en marzo, lo que resultó en tarifas de transporte más altas: desde China/Hong Kong, entre el 2 de marzo de 2020 y el 6 de abril de 2020 + 158% a Europa y + 90,5% a América del Norte. En mayo, las tarifas de flete desde Shanghái eran de 12$/kg a América del Norte, 11$/kg a Europa.
La escasez de carga puede evaporarse si la crisis económica mundial deprime la demanda: la OMC pronosticó una contracción del comercio mundial del 13% al 32% en 2020.
El correo internacional entre muchos países se detuvo por completo, ya sea por suspensión del servicio doméstico o por falta de transporte.

## Aviación comercial

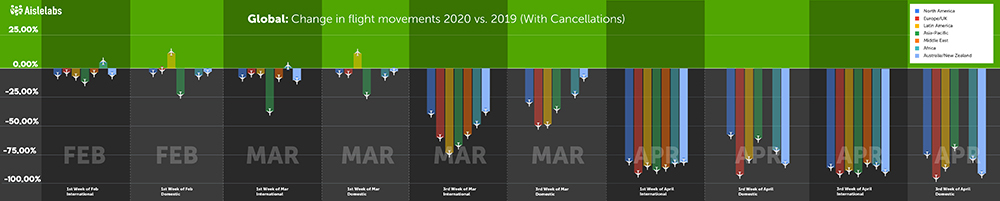
El sector de la aviación registró una disminución del 80% en los movimientos de vuelos en todas las regiones geográficas, incluidas América, Europa, Asia-Pacífico y Oriente Medio al 4 de mayo de 2020.

La aviación comercial se vio menos afectada que el tráfico aéreo, ya que los viajes de los altos ejecutivos a menudo se consideran esenciales. El aeropuerto London Biggin Hill informó que el tráfico rondaba el 30% de los niveles de 2019, con un fuerte tráfico transatlántico. Una vez que se alivian las restricciones de bloqueo, la aviación comercial tiene la oportunidad de capturar pasajeros prémium que anteriormente podrían haber elegido aerolíneas, pero que pueden preferir el distanciamiento social que ofrece un jet privado.
Los vuelos chárter en los Estados Unidos aumentaron considerablemente en febrero y marzo, ya que las aerolíneas recortaron sus horarios, lo que hizo que los vuelos comerciales fueran cada vez más impredecibles; sin embargo, algunos operadores de vuelos chárter como JetSuite experimentaron posteriormente una caída drástica en el negocio, ya que los pedidos generalizados para quedarse en casa entraron en vigor en abril de 2020.

## Por sector

### Compañías aéreas

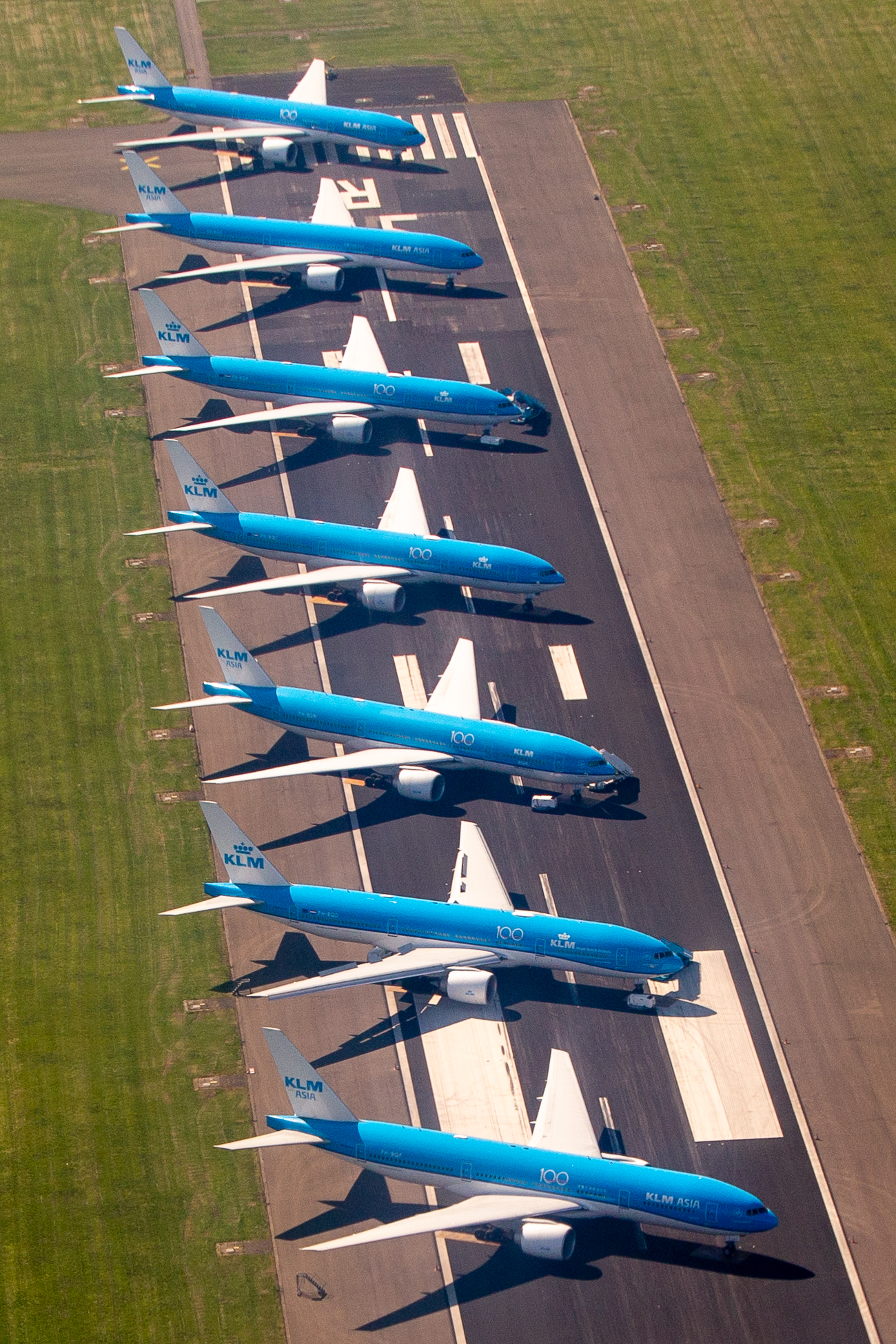
Aviones de KLM estacionados en la pista de Schiphol durante la crisis.

- El 11 de febrero de 2020, Air Italy dejó de operar. Esta decisión se tomó tras la junta de accionistas de Air Italy (Alisarda y Qatar Airways a través de AQA Holdings spa). Según la aerolínea, sus vuelos fueron operados por otras aerolíneas según el horario original entre el 11 y el 25 de febrero.[17][18] El 19 de febrero, Air Italy reabrió la venta de billetes para dos rutas de obligación de servicio público (PSO), Milán Linate-Olbia y Roma-Fiumicino-Olbia, y tenía previsto operarlas entre el 14 de marzo y el 16 de abril de 2020. fecha de vencimiento del contrato de PSO. La aerolínea operó las rutas hasta el 3 de febrero de 2020, cuando el aeropuerto de Olbia Costa Smeralda cerró por obras de mantenimiento durante 40 días[19]
- La aerolínea turca AtlasGlobal colapsó el 12 de febrero de 2020.[20]
- Flybe, una aerolínea inglesa, cesó todas sus operaciones el 5 de marzo de 2020.[21]
- La aerolínea chárter Miami Air International se acogió al Capítulo 11 de la ley de quiebras el 24 de marzo y cesó todas sus operaciones el 8 de mayo.[22]
- Trans States Airlines, la compañía hermana de Compass Airlines, que también está en esta lista. El 17 de marzo de 2020, el director ejecutivo Rick Leach envió un memorando a los empleados en el que indicaba que, debido al impacto de la pandemia en la demanda de viajes, la aerolínea dejaría de operar el 1 de abril de 2020.
- La aerolínea italiana Ernest Airlines colapsó el 5 de abril de 2020.[20]
- Compass Airlines, una aerolínea regional de Estados Unidos que operaba algunos vuelos para American Eagle y Delta Connection , dejó de operar permanentemente.[23]
- El 19 de marzo, BRA Braathens Regional Airlines anunció que reduciría las frecuencias de vuelo. Más tarde, decidieron pedir "un descanso". Todos sus empleados en Suecia son despedidos permanentemente con un contrato a corto plazo.[24]
- CityJet, una aerolínea que se destaca por sus vuelos desde y hacia el aeropuerto de la Ciudad de Londres, se declaró en quiebra debido a problemas financieros agravados por la pandemia.[25]
- Virgin Australia, una aerolínea australiana, se declaró en concurso voluntario de acreedores el 21 de abril.[26]
- Norwegian, una aerolínea noruega, sufrió fuertes caídas en el valor de sus acciones (en torno al 80%) y cuatro de sus filiales se declararon en quiebra el 20 de abril de 2020.[27]
- Air Mauritius entró en la administración voluntaria para salvaguardar los intereses de la compañía y sus partes interesadas después de que las interrupciones relacionadas con el coronavirus hicieron imposible que la aerolínea cumpliera con sus obligaciones financieras. La aerolínea buscaba cambiar su modelo de negocios para abordar problemas financieros preexistentes cuando la pandemia tuvo un impacto importante en sus ingresos. La aerolínea planea seguir operando[28][29]
- En abril de 2020, Alemania Airways se declaró en insolvencia con los planes de reestructuración debido a la cancelación de contratos de arrendamiento para toda su flota de Bombardier DHC-8-400.[30]
- Avianca Holdings, una aerolínea colombiana, se declaró en quiebra el domingo 10 de mayo de 2020. La subsidiaria, Avianca Perú, informó ese mismo día que entró a un proceso de liquidación.[31]
- LATAM Airlines, el mayor grupo en Latinoamérica, canceló todos sus vuelos comerciales y ha reducido sus operaciones aéreas en un 95 % para mayo de 2020.[32][33] El 15 de mayo se confirmó el despido de 1400 trabajadores de la compañía en Colombia, Chile, Ecuador y Perú.[34] El 26 de mayo de 2020, se declaró en bancarrota acogiéndose al Capítulo 11 de Ley de Quiebras en Estados Unidos.
- Ryanair, una aerolínea irlandesa de bajo costo en Europa, anunció el 1 de mayo de 2020 el despido e 3000 trabajadores (15 % de su fuerza laboral), entre los que se encontraban principalmente pilotos y tripulación de cabina.[35]
- Thai Airways, una aerolínea tailandesa, se declaró en quiebra el 18 de mayo de 2020.[36]
- TAME, una aerolínea propiedad del gobierno ecuatoriano, cesó operaciones y entró en liquidación el 19 de mayo de 2020.[37]
- Aeromexico, una aerolínea mexicana, informó que inició un proceso voluntario de reestructura financiera bajo el Capítulo 11 del Código de Bancarrota de Estados Unidos para fortalecer su posición financiera y liquidez, el cual se llevará a cabo mientras continúa operando de manera normal.[38]
- Level Europe anunció el 18 de junio de 2020 que cesaría las operaciones comerciales con efecto inmediato y entraría en insolvencia.[39][40]
- SunExpress anunció el 23 de junio de 2020 que SunExpress Deutschland suspendería sus operaciones en 2020 y se liquidará de manera ordenada. Su red de rutas sería asumida parcialmente por SunExpress y Eurowings.[41]
- One Airlines anunció el 24 de junio de 2020 que había cesado sus operaciones debido a la difícil situación financiera causada por la actual crisis COVID-19. El propietario y presidente, Claudio Fischer Llop, culpó a la competencia de SKY, JetSMART y LATAM, que ofrecen cartas a precios con los que ONE no puede competir, y la falta de apoyo financiero del gobierno chileno, lo que hace que la operación de ONE no sea viable durante El presente y el futuro cercano.
- NokScoot salió del negocio 26 de junio de 2020 , ya que no pudo recuperarse de pandemia del coronavirus del impacto. La junta directiva decidió el viernes liquidar la aerolínea, lo que dejó a 450 miembros del personal desempleados. NokScoot devuelve tres aviones de la flota de cinco aviones a la empresa matriz en Singapur a fines de junio.[42]
- El 27 de junio de 2020, el Primer Ministro de Antigua y Barbuda anunció que LIAT sería liquidado después de una serie de meses sin éxito debido a COVID-19 . La aerolínea se formará en una nueva entidad que proporcionará conexiones vitales entre las islas del Caribe.[43]
- El proceso de venta de la compañía de bandera italiana Alitalia se aceleró, y los plazos del corte del gobierno italiano para los inversores interesados a presentar ofertas del 31 de mayo al 18 de marzo.[44] Entre las semanas 2 y 9 de marzo, cuando el gobierno italiano anunció un cierre nacional , la capacidad de Alitalia en vuelos internacionales cayó un 22 por ciento.[45]
- South African Airways recibió varios miles de millones de rands en ayuda del gobierno a principios de 2020, pero la aerolínea ya había estado bajo rescate comercial voluntario desde el 5 de diciembre de 2019; afectados por las deudas preexistentes y las pérdidas de ingresos relacionadas con la pandemia, los analistas comentaron que la aerolínea efectivamente "ya colapsó" cuando el gobierno rechazó una solicitud de otros 10 mil millones de rands en ayuda a mediados de abril.[46][47] Los profesionales de rescate de negocios dieron a los sindicatos de la aerolínea una fecha límite del 24 de abril para acordar un plan para cerrar la compañía, indicando que la liquidación comenzaría si no se llegaba a un acuerdo.[48]
- El 21 de julio de 2020, Jet Time anunció que se había declarado en quiebra,[49] después de haber despedido a la mayoría de sus empleados en junio debido a COVID-19.[50] Sin embargo, el propietario espera y se está preparando para una reconstrucción en la nueva empresa Jettime,[51] para reanudar las operaciones después de la pandemia. El CEO de Jet Time, varios empleados clave y cinco de los aviones Boeing 737 de Jet Time serán transferidos a Jettime.[52][53]
- El 4 de agosto de 2020, Virgin Atlantic solicitó protección contra la quiebra de los acreedores en los EE. UU. La aerolínea buscó la protección bajo el capítulo 15 del código de quiebras de Estados Unidos, lo que le permitió proteger activos en el país.[54]
- Island Express Air cesó sus operaciones y vendió sus activos a un grupo de inversores.[55]
- El 5 de octubre de 2020, AirAsia Japan cesó sus operaciones debido a la baja demanda provocada por la pandemia.[56]
- El 21 de octubre de 2020, Cathay Pacific anunció que Cathay Dragon cesaría sus operaciones inmediatamente, después de publicar planes para recortar 5900 puestos en todo el grupo.[57]
- Ravn Alaska, una aerolínea regional con sede en Alaska, se acogió al Capítulo 11 de Bancarrota, cesó temporalmente todas las operaciones y despidió a todo el personal el 5 de abril de 2020.[58]
- Se informó que Interjet, la tercera aerolínea mexicana más grande, que solo vuela a nivel nacional y tiene su sede en el Aeropuerto Internacional de Toluca, estaba cerca de la bancarrota el 3 de noviembre de 2020, luego de que cerró sus operaciones el 1 y 2 de noviembre y su personal se declaró en huelga debido a 2 meses de sueldo impago.[59]
- El 18 de noviembre de 2020, Norwegian Air anunció que solicitaría la declaración de concurso en Irlanda.[60]
- El 3 de septiembre de 2021, Philippine Airlines solicitó la protección por bancarrota del Capítulo 11 en un tribunal de EE. UU.[61]
- El 15 de octubre de 2021 Alitalia, que ya arrastraba problemas económicos previos, desapareció.[62]

### Fabricantes aeroespaciales

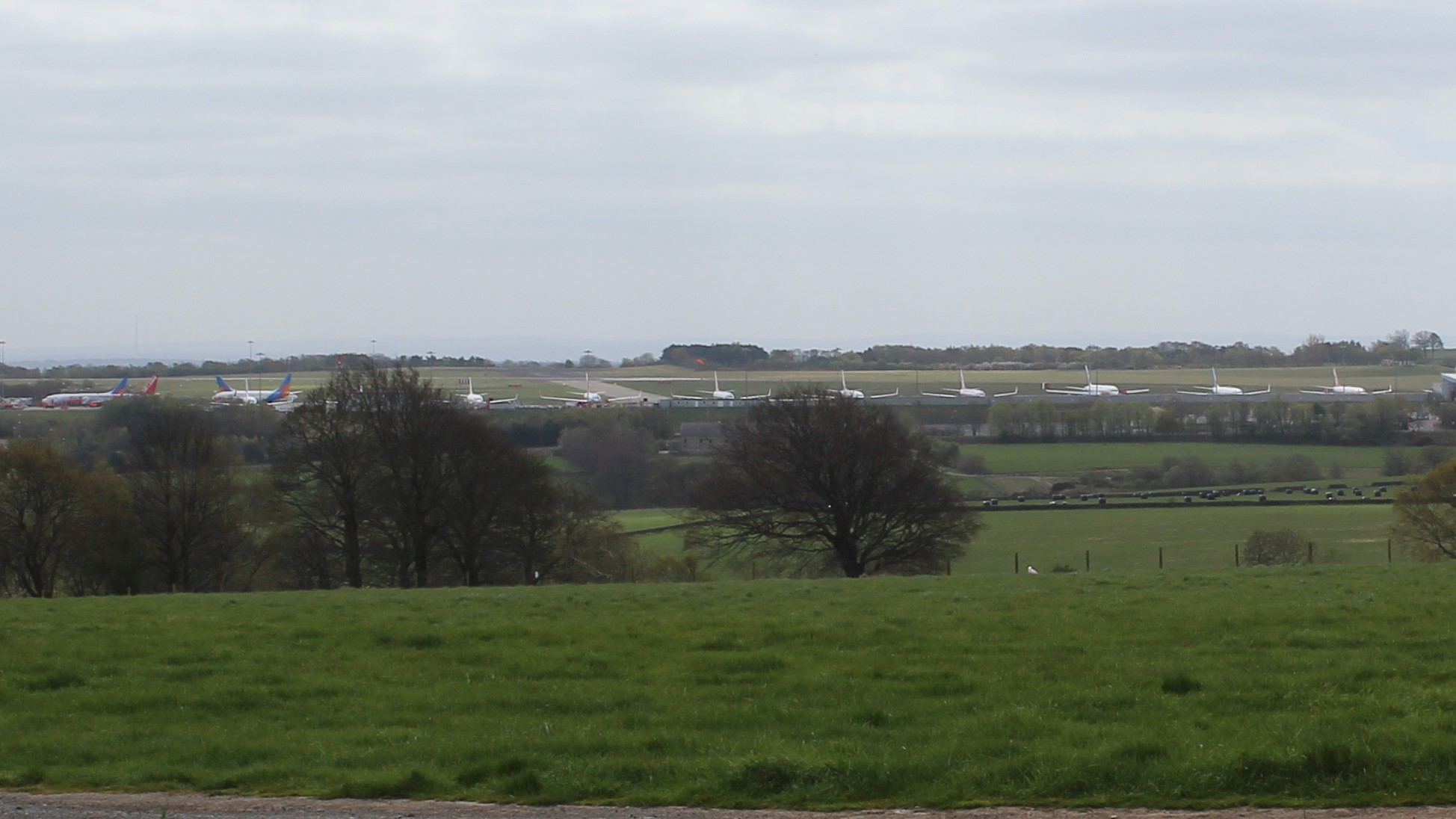
Aviones en tierra en el Aeropuerto Internacional de Leeds Bradford

A medida que la demanda se desplomó, los valores cayeron de un 2% a un 22% entre enero y mayo de 2020 para los aviones de cinco años y las tasas de arrendamiento de un 4% a un 26%. En agosto, los valores cayeron aún más del 9% al 25% desde enero, y los tipos de arrendamiento del 12% al 45%. En noviembre, los valores de mercado de los grandes pasillos únicos de 20 años habían caído entre un 22% y un 29%, mientras que sus tasas de arrendamiento habían caído entre un 44% y un 50%, y los valores de mercado de los gemelos de cuerpo ancho de 20 años habían caído entre un 15 y un 35%, mientras que sus tasas de arrendamiento habían caído entre un 20 y un 44%.
A medida que la pandemia redujo la demanda de nuevos aviones a principios de 2020, los fabricantes recortaron las tasas de producción de aviones y estaban produciendo aviones que no pueden entregar. Airbus redujo su producción mensual de 60 a 40 A320, de 4,5 a dos A330 y de nueve a seis A350. Boeing redujo su producción por mes de 14 a seis 787, de cinco a dos 777, y la producción del 737 MAX ya se detuvo, ya que una tasa de 31 por mes estaba prevista para principios de 2022. Bloomberg esperaba que Airbus y Boeing entregaran 30 aviones al mes. cada uno en 2021, principalmente para pasillos únicos.
- Airbus redujo su producción de alas en las fábricas de Broughton, Filton y Bremen, y redujo las horas de trabajo en los sitios. Sus plantas francesas y españolas suspendieron la producción durante varios días antes de una reanudación parcial el 23 de marzo.[67] La producción mensual se redujo a cuatro A220, cuarenta A320, dos A330 y seis A350.[68] Airbus entregó 122 aviones en el primer trimestre, 40 menos que el año anterior y 60 no pudieron entregarse debido a restricciones de viaje. Los ingresos de los aviones de pasajeros se redujeron un 22% a 7.500 millones de euros, las ganancias cayeron un 82% a 57 millones de euros y su EBIT ajustado se redujo un 59% a 191 millones de euros. El flujo de caja libre fue de 8.000 millones de euros negativos, incluidos los 3.600 millones de euros de sanciones por soborno, similar a los 4.300 millones de euros negativos del año anterior sin ellos. Durante el primer trimestre, el EBIT ajustado total de Airbus se redujo a la mitad a 281 millones de euros, y obtuvo una pérdida neta de 481 millones de euros (en comparación con un beneficio de 40 millones de euros en el año anterior). En 2020, los gastos de capital deberían reducirse en 700 millones de euros a 1.900 millones de euros.[69]
- Boeing congeló la contratación y, según los informes, despidió empleados debido a un gran número de cancelaciones, que superaron los nuevos pedidos en febrero de 2020.[70] El 11 de marzo, se reveló que Boeing iba a ejercer toda su línea de crédito de 13.800 millones de dólares (que aseguró en febrero). Antes de la pandemia, el negocio de Boeing se había visto afectado por la suspensión de vuelo del Boeing 737 MAX.[71] Para el 7 de abril, Boeing había suspendido indefinidamente la producción en Boeing South Carolina y Puget Sound, Washington, deteniendo por completo el ensamblaje de sus aviones comerciales.[72] El 21 de abril, Boeing anunció una revisión de la estructura de gestión.[73] El 27 de mayo, anunció planes para despedir a 12.000 empleados, mientras que no informó nuevos pedidos en abril de 2020.[74] En octubre, anunció planes para despedir a miles de empleados más durante el año siguiente, con la expectativa de que terminaría 2021 con un 19% menos de empleados que su fuerza laboral prepandémica.[75]
- Bombardier anunció el 26 de marzo de 2020 una suspensión de la mayor parte de la producción canadiense en Ontario (durante 2 semanas) y Quebec (hasta el 13 de abril), además de detener la producción en Irlanda del Norte . 12.400 empleados de Bombardier en Canadá (70 por ciento de la fuerza laboral) fueron despedidos.[76]
- Las entregas de CFM International de motores CFM LEAP durante los primeros nueve meses de 2020 cayeron a 622 desde 1316 en el mismo período en 2019, y 123 CFM56 frente a 327, mientras que los ciclos de la flota Leap disminuyeron un 15% interanual y los ciclos CFM56 fueron 48 % menor.[77]
- Embraer informó el aplazamiento de los pedidos de sus aviones comerciales.[77] También suspendió sus orientaciones financieras para 2020.[78]
- General Electric anunció el 23 de marzo de 2020 que recortaría una décima parte de los empleados en su brazo de motor a reacción, lo que equivale a unos 2.500 empleados, además de despedir a aproximadamente la mitad de su personal de mantenimiento y reparación[79]
- Mitsubishi en mayo de 2020 redujo a la mitad el presupuesto de su programa SpaceJet y repatrió todo el trabajo de los EE. UU. a Japón.[80] En octubre de 2020 anunció una nueva reducción presupuestaria y suspendió casi todas las actividades de SpaceJet[80] In October 2020 it announced a further budget reduction and put almost all SpaceJet activities on hold.[81]
- Rolls-Royce planeaba eliminar 9.000 puestos de trabajo, principalmente en su división aeroespacial civil, y afectaría principalmente a su planta británica en Derby.[82]
- Textron, la empresa matriz de Textron Aviation y Bell Helicopter, anunció un despido de 1.950 puestos de trabajo.[83]
- United Aircraft Corporation, ministro de Industria y Comercio de Rusia, dijo que "está bastante equilibrada como unidad de producción". Dado que la recuperación es más rápida en Rusia que en el extranjero, el programa de producción está redactado para 2020–2021. Además, el mercado requerirá hasta 1.500 nuevos aviones civiles dentro de los próximos 15 a 20 años, agregando que hay margen para el optimismo en la industria nacional.[84]

El 25 de abril de 2020, Boeing anunció que había rescindido la empresa conjunta prevista entre Boeing y Embraer después de que expirara el retraso del 24 de abril, atribuyéndolo al incumplimiento de las condiciones por parte de Embraer. Más tarde, ese mismo día, Embraer afirmó que había cumplido las condiciones para que procediera la consolidación y que buscaría una compensación por la supuesta terminación indebida del acuerdo por parte de Boeing. El analista de aviación Scott Hamilton creía que el colapso de la demanda de aviones causados por la pandemia y las restricciones de efectivo resultantes motivaron la deserción de Boeing, junto con el deseo de evitar la percepción de que estaba utilizando fondos gubernamentales de ayuda para la pandemia para inversiones extranjeras.

### Aeropuertos

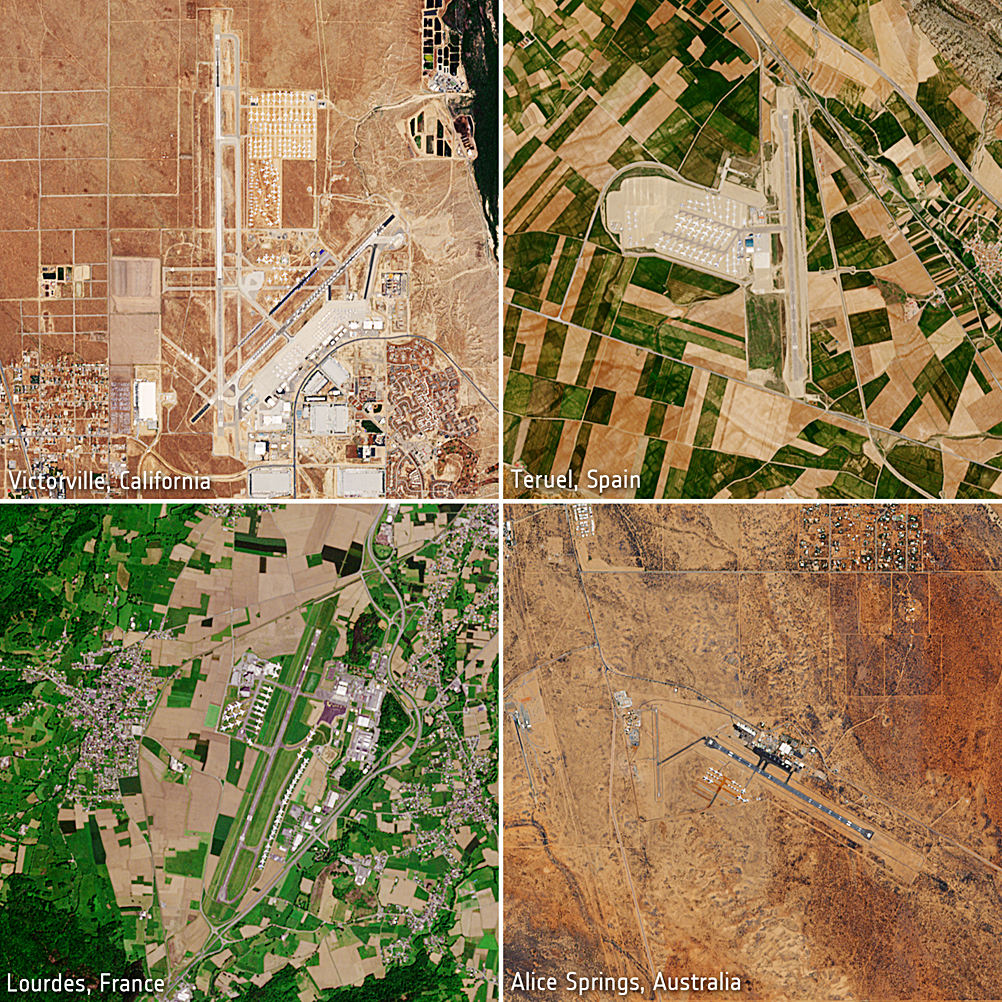
Aviones estacionados en mayo de 2020 en Victorville, California; Teruel, España; Lourdes, Francia; Alice Springs, Australia.

- El 5 de mayo de 2020, el Airports Council International (ACI) World estimó que en 2020, el tráfico de pasajeros en todo el mundo ascendería a menos de la mitad de lo que se había proyectado anteriormente para el año.[88]
- A mediados de abril de 2020, el Consejo Internacional de Aeropuertos (ACI) observó una caída del 95% en el tráfico en 18 aeropuertos en los principales mercados de aviación en Asia-Pacífico y Medio Oriente.[89]
- El aeropuerto del condado de Westchester cerró a las aerolíneas durante aproximadamente un mes a partir del 27 de abril de 2020 para un importante proyecto de repavimentación de la pista, que originalmente estaba programado para llevarse a cabo en etapas a altas horas de la noche durante un período de cuatro meses. La decisión de cerrar y agilizar el proyecto se tomó porque el número de vuelos diarios se había reducido drásticamente. Este fue el primer cierre total de un aeropuerto comercial de los Estados Unidos por razones relacionadas con la pandemia.[90]
- Los aeropuertos del Reino Unido eliminaron los planes de expansión valorados en £ 1 mil millones.[91]
- A pesar de un tráfico significativamente menor de lo normal, el aeropuerto Internacional de Dallas-Fort Worth fue el aeropuerto más transitado del mundo en mayo de 2020 medido por los movimientos de aviones. American Airlines disminuyó las rutas de punto a punto y en su lugar envió vuelos a través de su centro de DFW, creando volúmenes de tráfico que superaron los del aeropuerto Internacional O'Hare y el aeropuerto Internacional Hartsfield-Jackson, normalmente más concurridos, por márgenes sustanciales.[92]
- El aeropuerto de Orly en París estuvo cerrado al tráfico comercial del 1 de abril al 25 de junio de 2020.
- Varias aerolíneas de fuera de Australia almacenaron aviones en el aeropuerto de Alice Springs.[93]
- Varias líneas aéreas de Estados Unidos almacenaron cientos de aviones en desuso en el Aeropuerto de Logística del Sur de California[94][95] y en el Roswell International Air Center.[96]
- Las pistas y calles de rodaje del aeropuerto de Frankfurt, el aeropuerto Internacional Hartsfield-Jackson de Atlanta y el aeropuerto Internacional de Tulsa fueron cerradas y utilizadas como áreas de almacenamiento de aviones por Lufthansa, Delta Air Lines y American Airlines, respectivamente.[97]
- A finales de octubre de 2020, ACI Europe declaró que 193 (en su mayoría regionales) de los 740 aeropuertos de Europa estaban en riesgo de quiebra.[98]

### Reguladores
- En marzo de 2020, la Administración Federal de Aviación de los Estados Unidos (FAA) anunció que no tomaría medidas coercitivas contra los pilotos cuyos certificados médicos vencieron entre el 31 de marzo y el 30 de junio, debido a la dificultad de programar citas con examinadores médicos de aviación certificados. En junio, la FAA esperaba que se extendiera la excepción.[99]
- La FAA anunció el 23 de abril de 2020 una reducción en las horas de operación de más de 100 torres de control del tráfico aéreo e instalaciones de control de aproximación de radar de terminal, citando una caída en el tráfico aéreo de hasta un 96%. Se informó a los pilotos que ciertos servicios de control de tránsito aéreo y aproximaciones al sistema de aterrizaje por instrumentos pueden no estar disponibles periódicamente.[100]

### Gobiernos

Tasas de pasajeros aéreos en Europa.
Tiene impuestos a los pasajeros aéreos
Introducirá impuestos a los pasajeros aéreos
Sin impuestos, pero apoya poner impuestos en toda la UE
Ya no tiene impuestos a los pasajeros aéreos
Sin impuestos a los pasajeros aéreos

- El 8 de junio de 2020, el gobierno de coalición verde - conservador de Austria concluyó un acuerdo de apoyo para Austrian Airlines (una subsidiaria de Lufthansa) por 150 millones de euros en subvenciones de los contribuyentes y 300 euros en préstamos bancarios que deben reembolsarse. Esto fue significativamente menor de lo esperado (Austrian Airlines había solicitado 767 millones de euros) y se sometió a las estrictas condiciones (algunas de las cuales también se aplicaron a otras compañías aéreas que operan en Austria) para restringir las operaciones de las aerolíneas de corta distancia y prohibir los billetes baratos a continuación. 40 euros e incluyen un impuesto medioambiental de 12 euros por cada billete y la mitad de sus emisiones de CO2 para 2030.[101][102]

### Otras organizaciones
- Muchos eventos sociales de aviación general de Estados Unidos y vuelos programados para la primavera de 2020 se cancelaron o pospusieron, incluido Sun 'n Fun[103] y varios realizados por la Asociación de Pilotos y Propietarios de Aeronaves.[104]
- El 1 de mayo de 2020, citando la incertidumbre sobre las restricciones sociales de COVID-19 impuestas por el estado de Wisconsin, la Asociación de Aeronaves Experimentales canceló EAA AirVenture Oshkosh para 2020.[105]
- La empresa de vuelos chárter JetSuite cesó sus operaciones de vuelo el 15 de abril de 2020 y su empresa matriz se declaró en quiebra el 28 de abril de 2020; El director ejecutivo Alex Wilcox atribuyó el colapso de la empresa a una caída del 90% en el negocio debido a los pedidos generalizados para quedarse en casa.[106]
- La empresa de tecnología de viajes Sabre Corporation suspendió a un tercio de su fuerza laboral el 23 de abril de 2020, citando una caída del 81% en los ingresos debido a la drástica reducción de las reservas de aerolíneas y otros viajes. Sabre había reducido previamente los salarios en un 20%, suspendido las contribuciones a la pensión 401 (k), recortado varios otros gastos y obtenido un préstamo de US $ 1,1 mil millones, pero estos pasos supuestamente no lograron compensar las pérdidas.[16]

## Por región y país

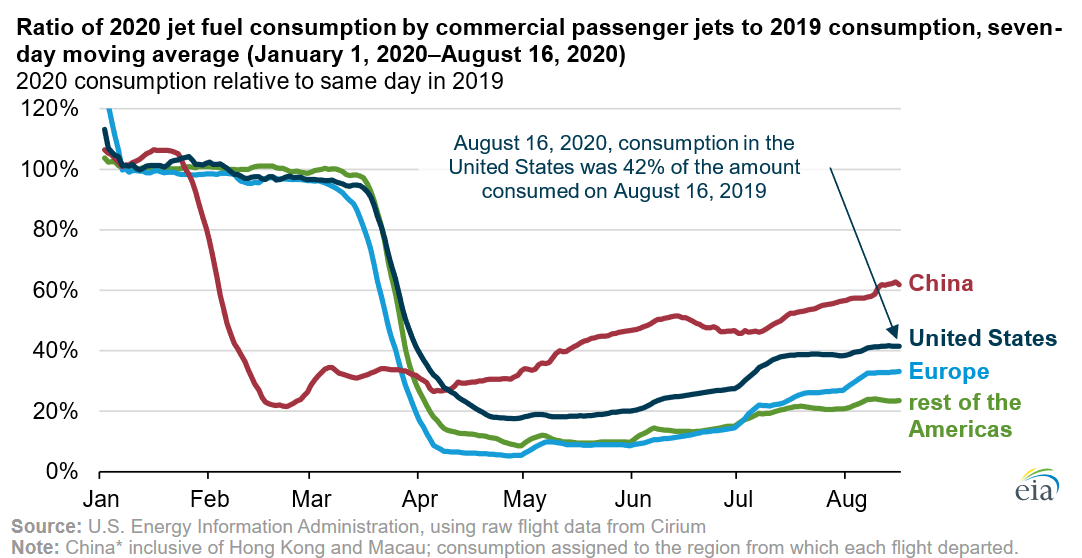
Cambio en el consumo de combustible para aviones por país en relación con 2019.

### Europa
En Europa, de acuerdo a la Organización Europea para la Seguridad de la Navegación Aérea (Eurocontrol), el tráfico aéreo ha tenido una reducción de alrededor del 89 % en abril de 2020 en comparación con el mismo mes del año anterior. El 8 de abril de 2020 la Comisión Europea solicitó a los Estados miembros a prorrogar la restricción de viajes no esenciales hasta el 15 de mayo, medida que se inició el 16 de marzo.

## Control de riesgos

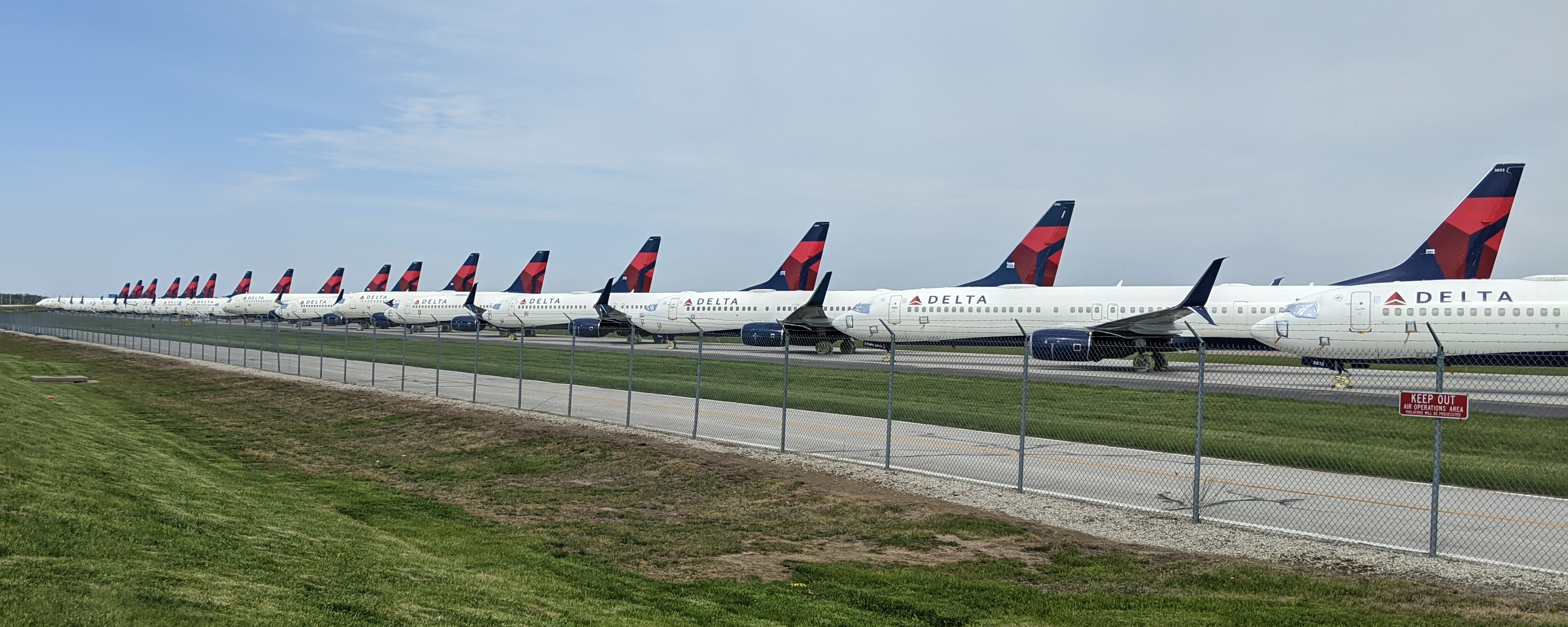
Aviones de Delta Air Lines estacionados en una calle de rodaje en el Aeropuerto Internacional de Kansas City.

Según los Centros para el Control y Prevención de Enfermedades (siglas en inglés CDC) en EE. UU., si una persona se enferma en un avión, la gestión de los peligros para proteger los trabajadores y otros pasajeros incluyen separar la persona enferma de otros con una distancia de 2 metros, designar a un miembro de tripulación para atender a la persona enferma, y ofrecer una máscara facial a la persona enferma o pedirle a la persona enferma que cubra su boca y nariz con papel tisú cuando tose o estornuda.  La tripulación de cabina tendrá que llevar guantes médicos descartables cuando atiende a un viajero enfermo o toca fluidos de su cuerpo o superficies potencialmente contaminadas, y posiblemente equipo de protección individual adicional si el viajero enfermo tiene fiebre, tos persistente o dificultad al respirar. Los guantes y otros elementos descartables tendrán que ser colocados de en una bolsa contra el riesgo biológico, y las superficies contaminadas tendrían que ser limpiadas y desinfectadas después.

## Prueba de vacunación
El 23 de noviembre de 2020, Qantas anunció que la compañía solicitará una prueba de vacunación COVID-19 a los viajeros internacionales. Según Alan Joyce, director ejecutivo de la empresa, una vacuna contra el coronavirus se convertiría en una "necesidad" al viajar: "Estamos buscando cambiar nuestros términos y condiciones para decirles a los viajeros internacionales que les pediremos a las personas que se vacunen antes de que puedan subir al avión ". El primer ministro australiano, Scott Morrison, anunció posteriormente que todos los viajeros internacionales que vuelen a Australia sin prueba de una vacuna contra el COVID-19 deberán ponerse en cuarentena por su cuenta. La Asociación Internacional de Transporte Aéreo (IATA) anunció que casi había terminado con el desarrollo de un pase de salud digital que declara las pruebas de COVID-19 de los pasajeros aéreos y la información de vacunación a las aerolíneas y los gobiernos.
Korean Air y Air New Zealand también estaban considerando seriamente la vacunación obligatoria, pero la negociarían con sus respectivos gobiernos. El director ejecutivo de KLM, Pieter Elbers, respondió el 24 de noviembre que KLM aún no tiene planes de vacunación obligatoria en sus vuelos. Brussels Airlines y Lufthansa dijeron que aún no tenían planes de exigir a los pasajeros que presentaran prueba de vacunación antes de embarcar, pero el director ejecutivo del aeropuerto de Bruselas, Arnaud Feist, estuvo de acuerdo con la política de Qantas, afirmando: "Tarde o temprano, tener prueba de vacunación o un negativo la prueba será obligatoria ". Ryanair anunció que no requeriría prueba de vacunación para viajar en avión dentro de la UE, EasyJet declaró que no requeriría prueba alguna.The Irish Times comentó que un certificado de vacunación para volar era bastante común en países de todo el mundo para otras enfermedades, como la fiebre amarilla en muchos países africanos.
El 25 de noviembre, por separado de la iniciativa de pases de salud digital de IATA, cinco aerolíneas principales, United Airlines, Lufthansa, Virgin Atlantic , Swiss International Air Lines y JetBlue, anunciaron la introducción del CommonPass el 1 de diciembre de 2020, que muestra los resultados del COVID de los pasajeros. -19 pruebas. Fue diseñado como un estándar internacional por el Foro Económico Mundial.y The Commons Project, y se estableció de tal manera que también podría usarse para registrar los resultados de vacunación en el futuro. Estandariza los resultados de las pruebas y tiene como objetivo evitar la falsificación de los registros de vacunación, al tiempo que almacena solo datos limitados en el teléfono de un pasajero para salvaguardar su privacidad. El CommonPass ya había pasado con éxito un período de prueba en octubre con United Airlines y Cathay Pacific Airways.
El 26 de noviembre, el Ministerio de Salud danés confirmó que estaba trabajando en un "pasaporte de vacuna" COVID-19, que probablemente no solo funcionaría como prueba de vacunación para viajes aéreos, sino también para otras actividades como conciertos, fiestas privadas y acceso a varias empresas, una perspectiva bienvenida por la Confederación de la Industria Danesa . El Colegio Danés de Médicos Generales también acogió con satisfacción el proyecto, diciendo que no obliga a nadie a vacunarse, pero les anima a hacerlo si quieren disfrutar de ciertos privilegios en la sociedad.
El ministro de Relaciones Exteriores irlandés, Simon Coveney, dijo el 27 de noviembre de 2020 que, aunque "actualmente no tiene planes" para un sello de vacunación en el pasaporte, su gobierno estaba trabajando para cambiar el formulario del localizador de pasajeros para incluir pruebas de pruebas de PCR negativas para el coronavirus, y que era probable que se ajustara aún más para incluir datos de vacunación cuando estuviera disponible una vacuna COVID-19. Coveney enfatizó que "no queremos, luego de enormes esfuerzos y sacrificios de la gente, reintroducir el virus nuevamente a través de viajes internacionales, lo cual es un peligro si no se maneja correctamente".